# Sant Julià i Santa Basilissa de Vulpellac
Sant Julià i Santa Basilissa és una església al nucli de Vulpellac (municipi de Forallac, Baix Empordà) declarada bé cultural d'interès nacional. El temple està situat al costat del castell de Vulpellac, al centre del nucli fortificat.

## Arquitectura
És un edifici d'una sola nau amb contraforts exteriors, absis poligonal a l'interior i semicircular a l'exterior, i coberta de teula a dues vessants. La façana principal es troba orientada a ponent i presenta un parament de carreus molt ben treballats. La porta d'accés és d'arc ogival i té llinda i timpà sense decoració. Els únics elements ornamentals d'aquesta porta són les bases de les tres arquivoltes, amb relleus vegetals i testes de persona. Al centre de la façana hi ha una senzilla rosassa. L'edifici es completa amb uns pilars que serveixen de base a un campanar de paret inacabat. El campanar, de base quadrada i molt estilitzat, s'eleva a l'angle nord-oest de l'església. L'interior, cobert amb volta de creueria, conserva l'escut dels Sarriera en algunes impostes.

## Història
L'església de Sant Julià i Santa Basilissa està situada al costat del castell, del qual era l'antiga capella. En l'actualitat, ambdós edificis són separats per una reixa. La primitiva església, de la qual s'han trobat alguns vestigis, degué ser d'època romànica. L'edifici actual data del segle xvi, i va ser bastit en estil gòtic tardà, probablement en el moment de reforma del castell en temps de Miquel Sarriera.
La restauració de l'església fa uns anys, realitzada al mateix temps que la del castell-palau, va deixar al descobert la decoració mural barroca de l'interior.